# Massimo Meola
Massimo Meola (Biella, 25 dicembre 1953) è un allenatore di calcio ed ex calciatore italiano, di ruolo portiere.

## Carriera
Nel 1965 sostenne un provino per la Juventus, senza passarlo.
Dopo aver disputato 79 partite in Serie D con i bianconeri della Biellese, giocò in Serie A con la maglia della Roma nella stagione 1975-1976, debuttando il 25 aprile 1976 nel pareggio in trasferta per 1-1 contro la Juventus, in sostituzione dell'infortunato Paolo Conti; giocatore più alto di quel torneo di A, l'allora allenatore giallorosso Nils Liedholm lo preferì a Francesco Quintini, in quell'anno estremo difensore più basso, guarda caso, della massima serie. I tifosi romanisti, per la sua faccia triste e seria, lo soprannominarono "Buster Keaton". In quel campionato Meola giocò le ultime quattro partite: l’esordio a Torino e poi in casa col Napoli, a San Siro con l'Inter e l'ultima con l'Ascoli all'Olimpico.
Dopo tre stagioni a Sorrento, si perse nelle categorie inferiori in Piemonte per poi svolgere la professione di odontotecnico.